# Скуба, Микола Яковлевич
Микола Яковлевич Скуба (укр. Микола Якович Скуба, 6 [19] декабря 1907, Горбово, Черниговская губерния — 24 октября 1937, Киев) — украинский советский поэт.

## Биография
Микола Скуба родился 19 (6 по старому стилю) декабря 1907 года в российском селе Горбово Новгород-Северского уезда Черниговской губернии (сейчас в Новгород-Северском районе Черниговской области Украины) в крестьянской семье.
Рано начал читать. Учился в сельской школе, а в 1921 году перешёл в Новгород-Северскую семилетнюю школу. 
В 1929 году окончил Киевский кооперативный институт, после чего переехал в Харьков, где работал в газетах и издательствах.
В начале 1930-х годов проходил срочную армейскую службу в Дагестане. За отказ выполнять приказ командира был отдан под трибунал и осуждён на 2 года. Кроме того, был исключён из комсомола.
В 1933 году вернулся в Киев. Работал в издательстве «Молодой большевик».
В 1925 году начал заниматься литературой. Первое стихотворение опубликовал в журнале «Советский крестьянин». Также публиковался в газетах и журналах «Комсомолец Украины», «Молодий більшовик», «Глобус», «Молодняк».
Входил в левые литературные объединения «Молодняк» и «Новая генерация», несмотря на их различия в эстетике: первое определяло себя как боевой отряд пролетарского искусства, а второе было близко к футуризму.
Выпустил три сборника стихов на украинском языке: «Бега» (1930), «Демонстрация» (1931), «Песни» (1934), «Новые песни» (1935). В 1937 году подготовил новый сборник «Свирель» («Сопiлка»), но арест и гибель помешали выходу книги. Стихи из сборника были утрачены.
12 сентября 1937 года Скуба был арестован по подозрению в активном участии в контрреволюционной украинской националистической организации, готовившей террористические акты против руководства партии и правительства. В обвинительном заключении, составленном после очной ставки с поэтом Михайлем Семенко, утверждалось, что Скуба участвовал в подготовке теракта против секретаря ЦК КП(б)У Станислава Косиора: якобы он получил бомбу от Семенко, которую 1 мая 1937 года должен был бросить в правительственную трибуну во время демонстрации.
23 октября 1937 года на закрытом заседании Военной коллегии Верховного Суда СССР приговорён к расстрелу. Скуба не признал себя виновным.
24 октября 1937 года расстрелян в Киеве.
22 октября 1957 года реабилитирован посмертно Военной коллегией Верховного Суда СССР, дело прекращено за отсутствием состава преступления.

## Особенности творчества

Обложка первого сборника Миколы Скубы «Перегони» («Бега»), оформленная Олексой Влизько

Творчество Скубы отмечено влиянием русских футуристов: Владимира Маяковского, Василия Каменского, Алексея Кручёных. Он использует «лесеночную» разбивку строки, звукоподражания.
— Льодолом!..
— Розпочавсь!..
— Льодолом!..
— На Дніпрі!..
— На Дніпрі!..
— На Дніпрі!..
Розкотилося і
загуло-о-о-о-о
вулиць міських
попурі.«Льодолом»
Кроме того, Скуба часто использует в стихах окказиональные неологизмы: «обензинодимились», «хлюпочеться» (о море).
Поэт и журналист Фёдор Кириченко называет преимуществом идиостиля Скубы песенный ритм стихов, сформированный благодаря внимательному изучению народной поэзии.

## Критика
Поэт и журналист Фёдор Кириченко полагал, что, несмотря на недолгую литературную биографию, Скуба сделал вклад в развитие советской поэзии 1920-30-х годов — в её ритмику, строфику и образную систему.
Кириченко дал высокую оценку последнему сборнику Скубы «Новые песни», определив его как «высшую ступень его поэтического мастерства». 

## Память
В 1960-е годы друзья Скубы выступили с инициативой создать в селе Горбово посвящённый ему музей. В итоге в сельской библиотеке был обустроен уголок памяти поэта, а его именем назвали созданный в селе кленовый парк.

## Семья
Отец — Яков Акимович Скуба, участник Первой мировой войны, сельский почтальон.
Мать — Степанида Егоровна Скуба.
Сын — Валентин Николаевич Скуба (род. 1936), живёт в России. На окраине села Горбово установил часовню.